# Hebe (mythologie)

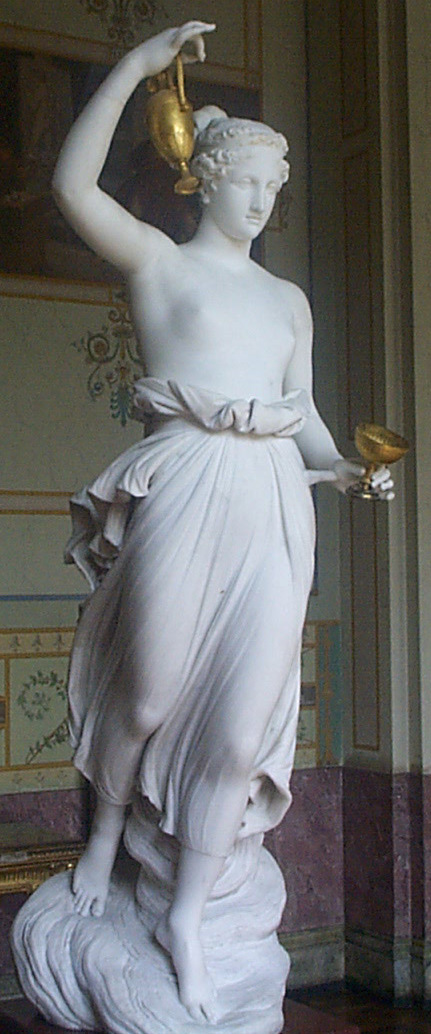
Hebe door Antonio Canova 1800-1805 Hermitage Museum in Sint-Petersburg

Hebe, Oudgrieks: Ἥβη, Hêbê, was in de oud-Griekse godsdienst de godin van de jeugd. Ze was een dochter van Zeus en Hera. Zij was op de Olympus de schenkster van de goden.
Hebe vertegenwoordigde als natuurgodin de opbloeiende natuur in de lente, maar deze betekenis raakte gaandeweg op de achtergrond. Hebe kreeg als nieuwe taak om aan de overige goden nectar te schenken, waardoor de goden onsterfelijk en eeuwig jong bleven.
Ze trouwde volgens de mythe met Herakles, die zich met Hera had verzoend en onder de onsterfelijken was opgenomen. Haar taak als schenkster werd toen door Ganymedes overgenomen. Ze kreeg met Herakles twee zonen, Alexiares en Aniketos. Er waren in het oude Athene voor Hebe en Herakles gemeenschappelijke altaren. Hebe werd in Phlius samen met Ganymedes vereerd en kreeg daar de naam Ganymeda.
Hebe kreeg in de Griekse eredienst niet veel aandacht. Ze werd vermoedelijk veelal samen met haar moeder Hera vereerd en werd ook met Dionysos in verband gebracht.
Hebe is niet vaak in de beeldhouwkunst uitgebeeld. Als dat wel gebeurde, werd ze uiteraard voorgesteld als een mooie en jeugdige vrouw.

## Trivia
- Op 12 november 1901 is het naar Hebe vernoemde Letterkundig Dispuutgezelschap H.E.B.E. opgericht. Het is een dispuut binnen het Amsterdamsch Studenten Corps.